# Fleur de lotus
Pour les articles homonymes, voir Lotus.
Pour plus de détails, voir Fiche technique et Distribution.
Fleur de lotus (Bong-sen) est un film algéro-vietnamien réalisé par Amar Laskri et Trân Dac en 1998.

## Synopsis
C'est un film de fiction historique : Dans l'Algérie coloniale, un indigène s'engage dans l'armée française après que des colons ont assassiné les siens le jour de son mariage. Il est muté par la suite en Indochine.

## Fiche technique
- Réalisation : Amar Laskri et Trân Dac
- Scénario : Amar Laskri, Trân Kim Than et Trân Dac
- Directeur de la photographie : Phi Thien Son, Rachid Merabtine et Ahmed Messaâd
- Directeur de production : Trân Kim Than et Rachid Diguer
- Montage : Mina Chouikh
- Compositeur de musique : N'Guyen Trong Dai et Noubli Fadel
- Genre : drame, guerre
- Couleurs
- Durée : 1 h 45 min

## Distribution
- Niddal El Mellouhi : Ali
- N'Guyen An Chinh : Lien
- Abdelhak Benmarouf : Lakhdar
- Jean-Claude Petit : Torpierre
- Anthony Gebrier : René
- Le Khanh : Houria-Holy
- Abderrahmane Cheriti : Grichaud
- Trân Luc : Nam
- Hoang Yen : mère de Lien
- Ali Bourezak : Kaddour
- Le Ngoc Dung : Xoan
- Dieu Thuy : la fille
- Mireille Gresson : l'infirmière